# یاتسکووو وووشچیانگسکیه
یاتسکووو وووشچیانگسکیه (به لاتین: Jackowo Włościańskie) یک روستا در لهستان است که در گمینا ناشلسک واقع شده‌است.